# Йото Йотов
Йото Василев Йотов е български състезател по вдигане на тежести.
Роден е на 22 май 1969 г. Има два сребърни медала от олимпиадите в Барселона и Атланта. По-късно представя Хърватия в категория до 85 кг.

## Постижения
- Сребърен медал от олимпийски игри (1992 и 1996);
- Световен шампион (1991, 1993, 1997);
- Сребърен медал от Световни шампионати (1989, 1990, 1994, 1995);
- Европейски шампион (1990-1994, 1997);
- Сребърен медал от Европейски шампионати (1989).